# Kumaso
Os Kumaso (熊襲) foram um povo do Japão antigo, que provavelmente viveram no sul de Kyūshū até ao menos o Período Nara. William George Aston, em sua tradução do Nihongi, diz que Kumaso se refere a duas tribos distintas, Kuma ("urso") e So ("atacar"). Em sua tradução do Kojiki, Basil Hall Chamberlain registra que a região também era conhecida simplesmente como "Distrito So" e elabora na descrição feita pelos japoneses antigos sobre um povo "similar aos ursos", baseado em suas interações violentas ou distinção física. (O povo chamado de tsuchigumo pelos japoneses é um exemplo da transformação de outras tribos em monstros lendários no imaginário popular. Tsuchigumo—a monstruosa "aranha da terra" dos mitos— pode se referir aos abrigos escavados de um povo do Japão.) O último líder dos Kumaso, Torishi-Kaya, conhecido como O Bravo de Kahakami, foi assassinado no inverno de 397 pelo príncipe Yamato Takeru de Yamato, que se disfarçou de mulher durante um banquete.
Geograficamente, Aston registra que o domínio dos Kumaso envolvia as províncias antigas de Hyūga, Ōsumi e Satsuma, ou as atuais prefeituras de Miyazaki e Kagoshima.
Alguns autores, como Fumio Kakubayashi, defendem que os Kumaso e os Hayato tinham origens em comum com povos austronésios, "apesar de informações serem extremamente limitadas".
A palavra 'Kuma' ("urso") se manteve nos nomes da prefeitura de Kumamoto (prefeitura) ("origem do urso") e do Distrito de Kuma, Kumamoto, conhecido por seu dialeto distinto.

## Indivíduos Kumaso mencionados no Nihongi
- Torishi-Kaya (O Bravo de Kahakami): um líder dos Kumaso[1]
- Atsukaya: um líder dos Kumaso[1]
- Sakaya: um líder dos Kumaso[1]
- Ichi-fukaya: O Imperador Keikō casou-se com ela em 82 d.C. e a condenou à morte no mesmo ano, pois ela estava envolvida no assassinato de seu próprio pai.[1]
- Ichi-kaya: irmã mais nova de Ichi-fukaya, "cuja beleza era perfeita e cujo coração era valente". Após o assassinato de seu pai, Ichi-kaya foi dada ao Miyakko da Terra de Ki.[1]